# Volodímir Nakhabin
Volodímir Mikolàiovitx Nakhabin, ucraïnès: Володимир Миколайович Нахабін, rus: Владимир Николаевич Нахабин Vladímir Nikolàievitx Nakhabin (Xàrivka, òblast de Khàrkiv, 21 d'abril del 1910 - Khàrkiv, 20 d'octubre del 1967) fou un compositor, director d'orquestra i professor ucraïnès de l'època soviètica. Artista emèrit d'Ucraïna (1958).
Es va graduar a l'Institut de Música i Drama de Khàrkiv el 1932.
Fou director als teatres de Khàrkiv i rector del conservatori de Khàrkiv.
És autor de ballets, simfonies, poemes i música per al telefilm de V. Butkov Vohnenni poïzd, ucraïnès: Вогненний поїзд (1959)